# Camicie Rosse (Messico)
Le Camicie Rosse (spagnolo: Camisas Rojas) furono un'organizzazione paramilitare messicana, fondata nel 1930, dal governatore di Tabasco Tomás Garrido Canabal, ateo, virulentemente anticattolico e anticlericale, durante il suo secondo mandato. Il gruppo, creato per attuare l'ordine nella provincia, prende il nome dal colore rosso dell'uniforme, pantaloni neri, berretti militari rosso e nero; consisteva di uomini di età compresa tra 15 a 30.
A parte la religione, le Camicie Rosse attaccano anche altre cose che consideravano pregiudizievoli per il progresso ed il quieto vivere, in particolare l'alcol. La loro ideologia base era l'anticlericalismo.
Le Camicie Rosse sono state descritte come "truppe di indottrinamento per la campagna contro Dio e la religione'". Essi sono stati utilizzati anche per attaccare e reprimere i Cristeros, rivoltosi armati che si opponevano alla persecuzione dei cattolici. Nel 1934 Garrido fu nominato Segretario dell'agricoltura da parte del nuovo presidente Lázaro Cárdenas, sperando di contenere la violenza delle Camicie Rosse in quel modo. Invece Garrido portò le Camicie Rosse con sé a Città del Messico, ove agirono in particolare all'Università nazionale autonoma del Messico contro gli studenti cattolici.
Il 30 dicembre 1934, le Camicie Rosse aprirono il fuoco sui cattolici che uscivano dalla Messa presso la chiesa dell'Immacolata Concezione nel Coyoacán, uccidendone cinque e ferendone molti altri. Garrido inviò in carcere agli assassini una bottiglia di champagne, e dichiarò che essi erano sotto la sua protezione. Garrido fu licenziato e poco dopo mandato in esilio a Los Angeles. Non molto più tardi le Camicie Rosse furono sciolte. Garrido morì nel 1943.